# George Robertson
George Islay MacNeill Robertson, Baron Robertson of Port Ellen (* 12. dubna 1946, Port Ellen, Skotsko) je britský politik a bývalý generální tajemník NATO.
V letech 1997 až 1999 byl ministrem obrany Velké Británie. Od října 1999 do ledna 2004 zastával funkci generálního tajemníka NATO.